# Arthur Michael
Arthur Michael (7 de agosto de 1853 - 8 de febrero de 1942) fue un químico orgánico estadounidense, conocido por la reacción de Michael.

## Vida
Arthur Michael nació el 7 de agosto de 1853 en Buffalo (Nueva York), en el seno de una familia acomodada. Era hijo de John y Clara Michael, adinerados inversores inmobiliarios. Se educó en esa misma ciudad, donde aprendió química con un profesor local y en su propio laboratorio casero. Una enfermedad frustró los planes de Michael de asistir a Harvard y, en su lugar, en 1871 viajó a Europa con sus padres y decidió estudiar en Alemania.
Estudió en el laboratorio químico de Hofmann en la Universidad de Berlín, estudió con Robert Bunsen en la Universidad de Heidelberg y después de 2 años nuevamente en Berlín con Hofmann. Luego estudió otro año con Wurtz en la École de Médecine de París y con Dmitri Mendeleev en San Petersburgo. De vuelta en Estados Unidos en 1880, Michael se convirtió en profesor de química en el Tufts College, donde impartió clases de 1882 a 1889. En 1882 se licenció en dicha universidad y en 1890 se doctoró. En la universidad, Michael conoció y se casó con una de sus estudiantes de ciencias, Helen Cecilia De Silver Abbott, en 1888. Tras varios años en Inglaterra, durante los cuales la pareja trabajó en un laboratorio autoconstruido en la isla de Wight, regresaron a Estados Unidos en 1894, donde Arthur Michael volvió a dar clases en Tufts, que abandonó en 1907 como profesor emérito.
Michael se retiró del mundo académico después de solo cinco años. En 1912 se convirtió en profesor de química de dicha universidad, donde permaneció hasta su segunda jubilación, en 1936. A lo largo de su carrera, Michael trabajó con algunos de los químicos más destacados de su época, obtuvo cátedras de química y alcanzó fama entre sus colegas.
Arthur Michael murió el 8 de febrero de 1942, a la edad de 88 años, en Orlando, Florida. Su esposa murió en 1904. No tuvieron hijos.

## Trabajo
Arthur Michael es recordado hoy principalmente por la reacción de Michael, también llamada la adición de Michael. Como la definió originalmente Michael, la reacción implica la combinación de un ion enolato de una cetona o aldehído con un compuesto carbonílico α,β-insaturado en el carbono β.
Michael también fue muy conocido en su época por incorporar conceptos termodinámicos a la química orgánica, sobre todo por su uso de los argumentos de entropía. Quizá su contribución más perdurable a la ciencia fue su papel fundamental en la introducción del modelo europeo de enseñanza de posgrado en Estados Unidos.

## Actividades y menciones honoríficas
- Academia Nacional de Ciencias (1889)

A Arthur Michael se le atribuyen las primeras ascensiones de los montes Lefroy y Victoria, en las Rocosas canadienses, en 1897, junto con J. Norman Collie, también profesor de química orgánica. Su amigo Edward Whymper bautizó el pico Michael en su honor en 1901.  